# Menjaf
| R23 | xa · f |

| R23 | xa · f |

Menjaf fue un  visir (chaty) del Antiguo Egipto. Era hijo del faraón Jufu (Keops) de la cuarta dinastía y, probablemente, de Henutsen, aunque otras versiones apuntan que solo era su yerno. Estaba casado con la princesa Meritities, viuda de Kauab. Fue chaty con Jafra (Kefrén) hasta su muerte en los primeros años del reinado de éste. 
Reisner apunta la teoría de que Menjaf fue nombrado chaty por Jafa como recompensa por su apoyo contra Dyedefra. Sin embargo era una práctica convencional tras el reinado de Seneferu colocar a los miembros de la familia real en una posición de poder dentro del gobierno.

## Tumba
Fue enterrado en la mastaba G 7430-7440, en el cementerio este de Guiza, en la necrópolis de Jufu. En 1902 allí se encontró su sarcófago, de granito rosa, que está ahora en el Museo Egipcio de El Cairo. 
La mastaba fue registrada por Lepsius con el número 61, pero solo la excavó parcialmente. En el extremo norte está la capilla, y en ella inscripciones con los títulos de Menjaf.
Si bien la estructura general y la decoración es similar en estilo a las tumbas de otros príncipes de la cuarta dinastía, su ataúd está más trabajado y completamente inscrito, con la fachada de un palacio tallada; las inscripciones piden la ayuda de Anubis para el "Hijo del rey, Menjaf":

Que el rey ofrezca, que Anubis ofrezca, el más importante de la hermosa tierra, el enterrado en el oeste, una muy buena vejez como señor honrado ante el gran dios, señor honrado ante su padre, el hijo mayor del rey de su cuerpo, el sacerdote lector y escriba de las obras del dios, Minjaf.

Las inscripciones siguen, enumerando algunos de sus títulos: 

Único compañero de su padre, consejero privado de su padre, el supervisor de todas las obras del rey, Minjaf.

## Testimonios de su época
- Busto hallado entre los escombros de su mastaba, que debía estar adosado a un muro. Es de caliza policromada y mide 50,5 cm. Actualmente se conserva en el Museo de Bellas Artes de Boston.[1]
- Sarcófago, conservado en el Museo Egipcio de El Cairo.